# فرودگاه سیلور سیتی
فرودگاه سیلور سیتی (به انگلیسی: Silver City Airport) یک فرودگاه همگانی است که یک باند فرود ماسه و شن دارد و طول باند آن ۹۱۴ متر است. این فرودگاه در کشور کانادا قرار دارد و در ارتفاع ۷۸۳ متری از سطح دریا واقع شده است.